# G0Bbaragala, Shrirangapattana
G0Bbaragala là một làng thuộc tehsil Shrirangapattana, huyện Mandya, bang Karnataka, Ấn Độ.